# Varedo
Varedo (Vared in dialetto locale, AFI: [vaˈreːt]) è un comune italiano di 13 973 abitanti della provincia di Monza e della Brianza in Lombardia.
Il territorio è pianeggiante ha un'altitudine media di 180 m s.l.m. ed è attraversato dal fiume Seveso.

## Storia

### Simboli
Lo stemma di Varedo e il gonfalone sono stati concessi con decreto del presidente della Repubblica del 30 luglio 1951.
Le pentole in campo rosso da cui escono dei serpenti derivano dallo stemma dell'antica famiglia dei marchesi Manriquez, titolari del feudo di Desio di cui Varedo ha fatto parte fin dal 1580. Il crivello d'oro, posto sul tutto, era simbolo dei Crivelli, titolari del feudo di Varedo dal 1676. Il bue accovacciato e i gigli d'oro su fondo azzurro derivano dal blasone della famiglia Bagatti Valsecchi, presente a Varedo fin dal 1523. Le due spade incrociate poste sulla partizione fanno riferimento alla famiglia Agnesi, proprietaria di vaste terre in quella zona. La fascia ondata d'azzurro allude al fiume Seveso.
Il gonfalone è un drappo di bianco.

## Società

### Evoluzione demografica
- 643 nel 1751
- 921 nel 1805
- 2 705 nel 1811 dopo annessione di Bovisio, Masciago Milanese e Palazzolo Milanese
- 1 740 nel 1853

Abitanti censiti

### Etnie e minoranze straniere
Secondo le statistiche ISTAT al 1º gennaio 2016 la popolazione straniera residente nel comune era di 893 persone, pari al 7% della popolazione.
Le nazionalità maggiormente rappresentate in base alla loro percentuale sul totale della popolazione residente erano:
- Romania 224
- Albania 126
- Marocco 79
- Ecuador 52
- Ucraina 49
- Moldavia 41
- Bangladesh 40
- Perù 35

## Monumenti e luoghi d'interesse

### Palazzi e ville
- Villa Medici

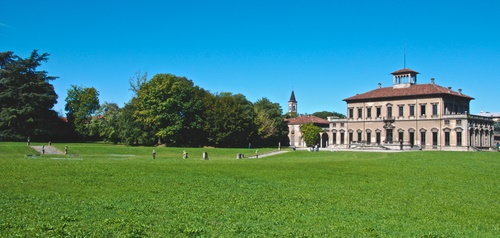
Veduta della Villa Bagatti Valsecchi e il suo parco

- Villa Bagatti Valsecchi e l'antistante viale
- Villa Agnesi (frazione Valera)
- Villa Borsani

### Architetture religiose
- Basilica dei SS. Apostoli Pietro e Paolo
- Chiesa S. Maria Regina (frazione Valera)
- Chiesetta dell'Annunciazione di Maria (Valera vecchia)

### Monumenti
- Piazza Nazioni Unite e Fontana ONU, opera dello scultore Alberto Ceppi (frazione Valera)
- Statua dei Caduti (piazza Varedo)

### Parchi
- Parco Grugnotorto Villoresi e Brianza Centrale

### Archeologia industriale

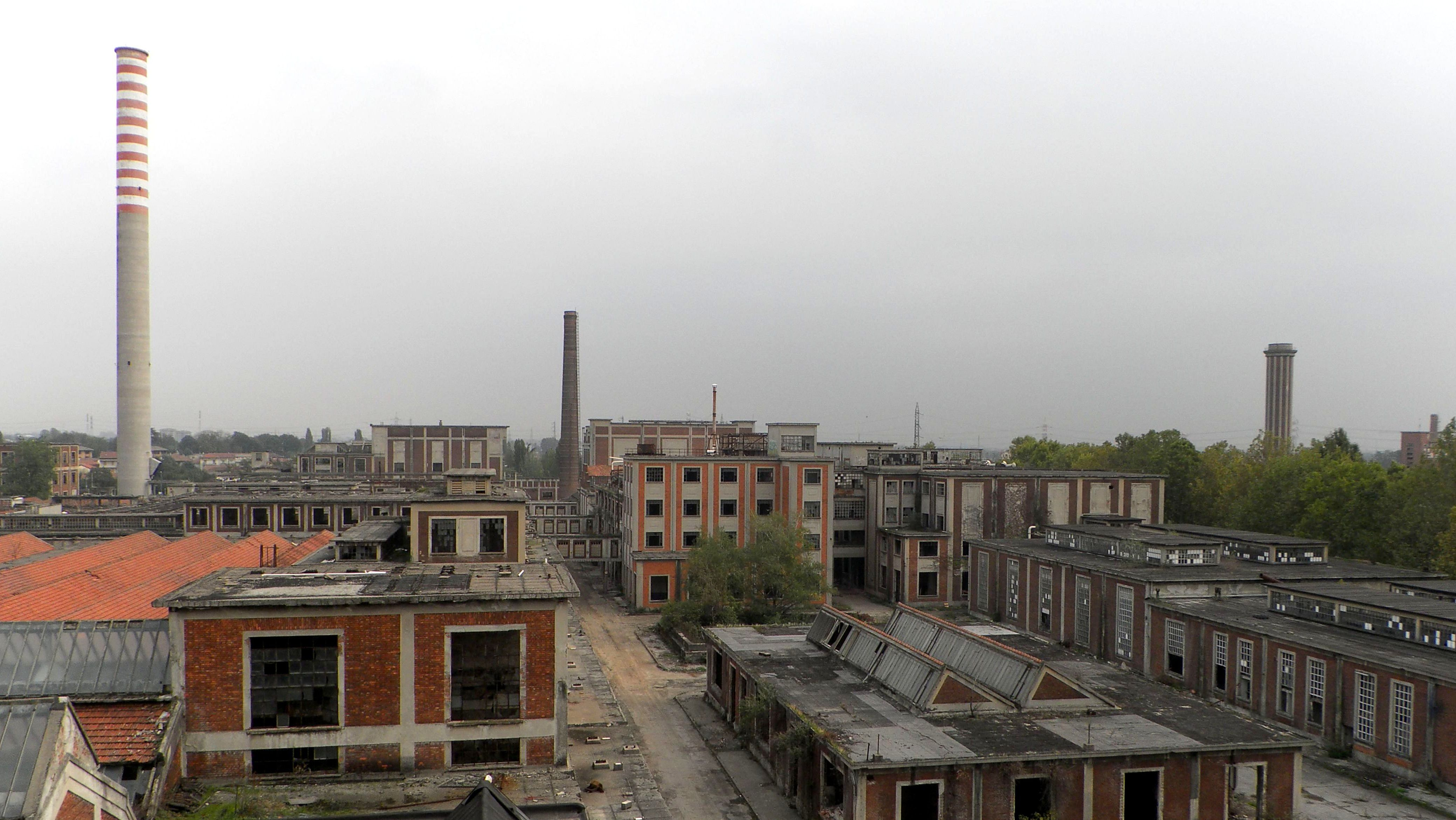
Stabilimento SNIA di Varedo

- Stabilimento dismesso della SNIA Viscosa (in buona parte distrutto da un incendio avvenuto il 25 settembre 2021)

## Cultura

### Biblioteche
La Biblioteca Civica Popolare di Varedo fa parte del Sistema Bibliotecario BrianzaBiblioteche.

## Infrastrutture e trasporti
Varedo è servita da una stazione ferroviaria della linea Milano-Seveso-Asso. Il traffico passaggieri è caratterizzato dalle linee S2 ed S4 del servizio ferroviario suburbano di Milano. Fino al 2022 il comune era attraversato dalla tranvia Milano-Limbiate, della quale ospitava altresì il deposito. Il collegamento con Comasina è ora effettuato tramite autolinee (vettore AirPullman). L'autolinea z205 di Autoguidovie collega la cittadina ai comuni limitrofi ed al capoluogo di provincia.
Il comune è collegato alla Brianza e all'Hinterland milanese dalla strada provinciale SP 35 (Superstrada Milano-Meda) e dalla strada statale SS 527 (Monza-Saronno) la quale, oltre ai territori sopracitati, permette di raggiungere il saronnese.

## Amministrazione

### Gemellaggi
- Champagnole, dal 2000

## Sport

### Calcio
La principale squadra di calcio della città è F.B.C.D. Varedo che milita nel girone T lombardo di 2ª Categoria.
A Varedo è presente anche la squadra femminile la FBC Varedo che milita nel girone B del Campionato di Promozione.